# هولي ويب
هولي ويب (بالإنجليزية: Hollie Webb)‏ هي لاعب هوكي الحقل بريطانية، ولدت في 19 سبتمبر 1990 في بلبر ‏ في المملكة المتحدة.

## وصلات خارجية
- هولي ويب على موقع الاتحاد الدولي للهوكي (الإنجليزية)
- هولي ويب على موقع اللجنة الأولمبية الدولية (الإنجليزية)
- هولي ويب على موقع أوليمبيديا (الإنجليزية)
- هولي ويب على موقع اللجنة الأولمبية البريطانية (الإنجليزية)
- هولي ويب على موقع اتحاد ألعاب الكومنولث (مؤرشف) (الإنجليزية)